# Jaświłki
Jaświłki [pronunciación en polaco: /jaɕˈfiu̯ki/] es un pueblo ubicado en el distrito administrativo de Gmina Jaświły, dentro del Condado de Mońki, Voivodato de Podlaquia, en el norte de Polonia oriental. Se encuentra aproximadamente a 4 kilómetros al norte de Jaświły, a 15 kilómetros al noreste de Mońki, y a 45 kilómetros al norte de la capital regional Białystok.